# ریپتاون (نوادا)
ریپتاون (به انگلیسی: Riepetown) یک منطقهٔ مسکونی در ایالات متحده آمریکا است که در شهرستان وایت‌پاین، نوادا واقع شده‌است. ریپتاون ۲٬۱۶۴٫۱۱ متر بالاتر از سطح دریا واقع شده‌است.